# Frank Collin
Pour les articles homonymes, voir Collin.
Francis Joseph « Frank » Collin (né le 3 novembre 1944 à Chicago) est un ancien militant néo-nazi américain, qui découvrit son origine juive.

## Biographie
Il rejoint le Parti nazi américain (NSWPP) de George Lincoln Rockwell dans les années 1960, plus tard assassiné par John Patsalos. En désaccord avec Matt Koehl, son successeur. Il est en réalité le fils de Max Cohen, un rescapé de Dachau.
Après ses années de militantisme politique, il est devenu écrivain de la mouvance New Age.
Collin a été reconnu coupable de pédophilie, et condamné en 1979 à sept ans de prison au Centre correctionnel de Pontiac. Il a été incarcéré pendant trois ans.

## Dans la culture populaire
- History Channel, Nazi America:  A Secret History
- Skokie, avec George Dzundza
- Les Blues Brothers, Henry Gibson y interprète un personnage de nazi, caricature de Frank Collin.

## Ouvrages
Livres rédigés sous le nom de sous le nom de Frank Joseph :
- The Lost Treasure of King Juba: The Evidence of Africans in America before Columbus, 2003  (ISBN 1-59143-006-2) (voir Grotte de Burrows)
- Survivors of Atlantis: Their Impact on World Culture, 2004,  (ISBN 1591430402)
- The Atlantis Encyclopedia, 2005,  (ISBN 1-56414-795-9)
- The Lost Civilization of Lemuria: The Rise and Fall of the Worlds Oldest Culture, 2006,  (ISBN 1591430607)
- Discovering the Mysteries of Ancient America, 2006,  (ISBN 1564148424)
- Gods of the Runes: The Divine Shapers of Fate, 2010,  (ISBN 1591431166)
- Atlantis and 2012: The Science of the Lost Civilization and the Prophecies of the Maya, Bear & Company, 16 février 2010,  (ISBN 978-1591431121)